# Арсенал (завод)
Казе́нне підприє́мство спеціа́льного приладобудува́ння «Арсена́л» — підприємство, один із найбільших виробників України у сфері приладобудування, зокрема — оптичних приладів та оптико-електронних систем, м. Київ.

## Історія
У 1750—1763 роках для виготовлення та ремонту артилерійського спорядження Печерської фортеці, на Печерську було споруджено дерев'яні будівлі та набрано невелику кількість штатних робітників з числа військових.
Згодом в 1764 році там (навпроти Свято-Троїцького зарубіжжя Києво-Печерської лаври) було побудовано великий кам'яний «Арсенал», остаточне будівництво якого було завершено в 1798 році. Виконанням роботами військовий інженер Меллер.
За кілька десятиліть тут з'явилися нові майстерні, в тому числі і креслярські, приміщення для зберігання озброєнь і боєприпасів, будівля управління заводом та його головна контора.
До 1854 року для потреб заводу що постійно розвивався за проєктом командувача Київської інженерної управи інженера-полковника Клименка завершилося будівництво комплексу будівель нового «Арсеналу» на перетині нинішніх вулиць  Князів Острозьких та Мазепи (Арсенальна площа).
У 1855 році для забезпечення ливарного виробництва було збудовано перший в історії міста технічний водогін з двома паровими машинами потужністю в 65 кінських сил і насосами.
За два наступні десятиріччя на заводі встановили ковальські горни з механічним надувом, механічні молоти, ливарні печі, більше 140 фрезерувальних, свердлильних, токарних і стругальних верстатів, що дозволило виконувати складні технічні роботи. У 1871 році на заводі замість військових було найнято цивільних робітників.
До початку ХХ століття тут працювало близько 800 чоловік, це було найбільше підприємство міста. Завод мав (крім виробничих та адміністративних будівель) кілька житлових будинків для службовців та робітників, власний дитячий садок, двохкласну школу (зараз це Кловський ліцей), бібліотеку, безкоштовну лікарню. У Київському ремесленому училищі навчали робітничим професіям для заводу.
На той час «Арсенал» виготовляв гарматні лафети, снаряди, виконував ремонт артилерійської зброї. Завод обслуговував артилерію Печерської фортеці та укріплень, які оточували місто. До початку Першої світової війни завод мав загальноросійське стратегічне та оборонне значення, виконуючи військові замовлення на всю Імперію.
Взимку 1918 року робітники заводу взяли участь у Січневому заколоті проти Центральної Ради.
Після встановлення Радянської влади завод зберіг свій військовий профіль. Окрім того, в незначній кількості, і почав виробляти цивільну продукцію: сільськогосподарське обладнання, інструменти та побутові товари різного призначення.
З початком війни в 1941 році завод з усім своїм оснащенням і близько трьома тисячами спеціалістів був евакуйований на Урал.

### Післявоєнний період

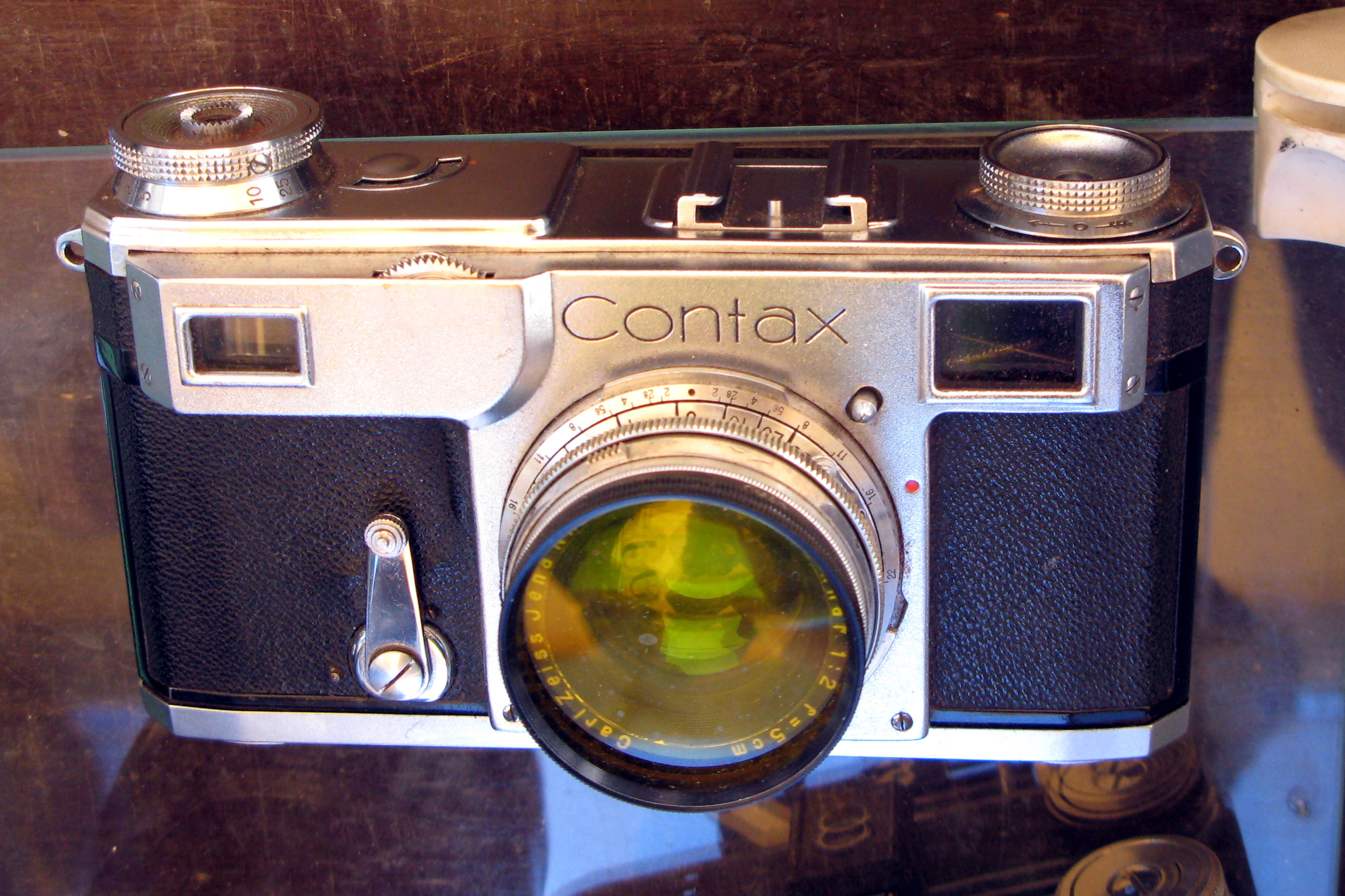
Оригінальна камера Jena Contax II 1936 року

Після війни на «Арсенал» було доставлено обладнання заводу відомої фірми «Carl Zeiss Jena» (виробник фототехніки та оптичних приладів), вивезене з Німеччини в рахунок репарацій, також прибули інтерновані фахівці галузі.
Це визначило подальший профіль виробництва. З 1946 року завод перепрофілювався на випуск оптичних, оптико-механічних і оптико-електронних приладів військового призначення. «Арсенал» став режимним підприємством військово-промислового комплексу СРСР. В 1954 році було створене центральне конструкторське бюро «Арсенал», як самостійна структурна одиниця заводу.
Одним з найвідоміших видів цивільної продукції заводу була фототехніка, історія якої почалась з першої масової фотокамери «Киев-2» (1949 рік). Моделі «Киев-2» та «Киев-3» були точними копіями німецьких камер Zeiss Contax-II та Contax-III.
До налагодження лінії виробництва на заводі «Арсенал», фотоапарати «Киев» виготовлялися на заводі Цейсса в Йені (НДР). Пізніше всю документацію та обладнання вивезли до Києва та почалося виробництво фотокамер на «Арсеналі». Найперші екземпляри збирались з оригінальних німецьких комплектуючих.

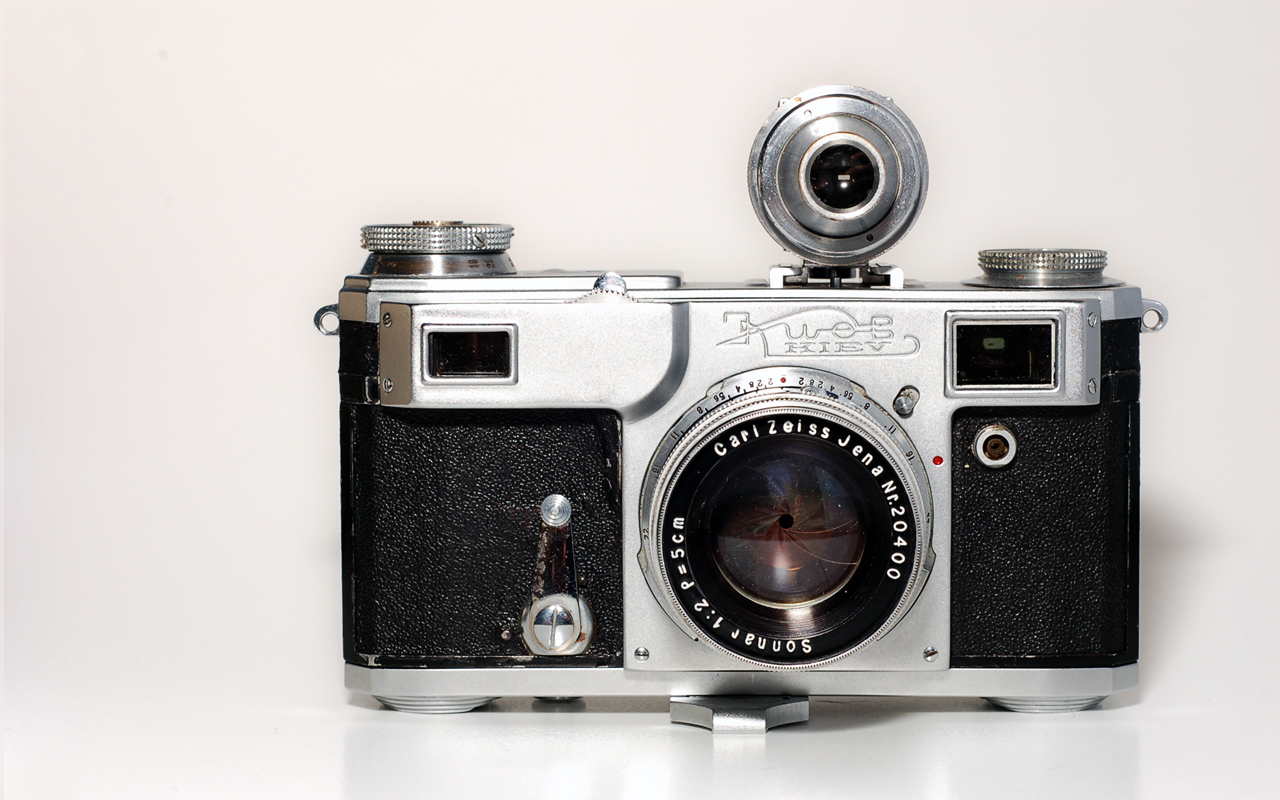
Фотоапарат «Киев- 2А» з об'єктивом «Carl Zeiss Jena», 1950 р.

На заводі було розроблено та вироблялись вироби військового призначення: системи орієнтування, апаратура прицілювання, прилади самонаведення, спостереження, вимірювання, аналізу та фотографування, які призначені для експлуатації як в лабораторних, так і в жорстких природних умовах.
Усі космічні старти колишнього СРСР і Росії забезпечуються з використанням оптично-електронних систем орієнтування виробництва «Арсенала». Значним досягненням є створений в 1970-х роках комплекс імітаторів зовнішньої візуальної обстановки, які відтворюють повну ілюзію маневрування і керування космічним кораблем при наземній підготовці космонавтів. Імітаторами, що виготовлені на заводі, укомплектовані моделювальні стенди та тренажери, центри підготовки космонавтів та космодром «Байконур».
На заводі виготовлялись, авіаційні нашоломні системи вказування цілі, що використовуються на літаках-винищувачах в комплексі з «арсенальскими» головками самонаведення для ракет «повітря-повітря».
У галузі цивільного приладобудування було розроблено та серійно випускалась унікальна за своїми характеристиками кутовимірювальна системи ГС-1Л, створеної з використанням оригінальної електронно-комп'ютерної системи та лазерного гірометра власного виробництва. Висока точність гоніометричних вимірювань дозволяє застосовувати цю установку як національний еталон кутів.
Фототехніка, створена арсенальцями, використовувались при фотозйомці з борту космічних кораблів серії «Восток», «Союз», місячних кораблів серій «Луна» та «Зонд», орбітальної станції «Салют», а також у відкритому космосі. Унікальні зйомки з космосу, зроблені арсенальських фотокамерами, обійшли всю світову пресу.

### У часи незалежності України
У другій половині 1990-х років створені та серійно випускаються оптико-електронні прилади для медицини, наприклад, телевізійний аналізатор крові АК-11, який забезпечує експрес-діагностику по 11 гематологічним параметрам за 2-3 хвилини замість 30-40 хвилин за класичною методологією.
В останні роки «Арсенал» освоїв виробництво дорожніх світлофорів на світлодіодах. Їхня конструкція має найвищу надійність, у кілька разів зменшує енергоспоживання та виключає виникнення сонячного бліку — «фантома».
Серед продукції є також банківська техніка — лічильники банкнот і монет.
Одним із пріоритетних напрямів діяльності підприємства є виробництво високоточних приладів обліку газу. Арсенальські побутові та промислові лічильники газу роторного типу відрізняються малими габаритами, високою чутливістю, великим динамічним діапазоном вимірювань, підвищеною надійністю і технічним ресурсом.
У листопаді 2004 року за виробництво побутових лічильників газу «GMS-Арсенал» завод «Арсенал» був нагороджений медаллю та дипломом Всеукраїнського конкурсу-виставки «Найкращий вітчизняний товар року» у номінації «промислові товари для населення».

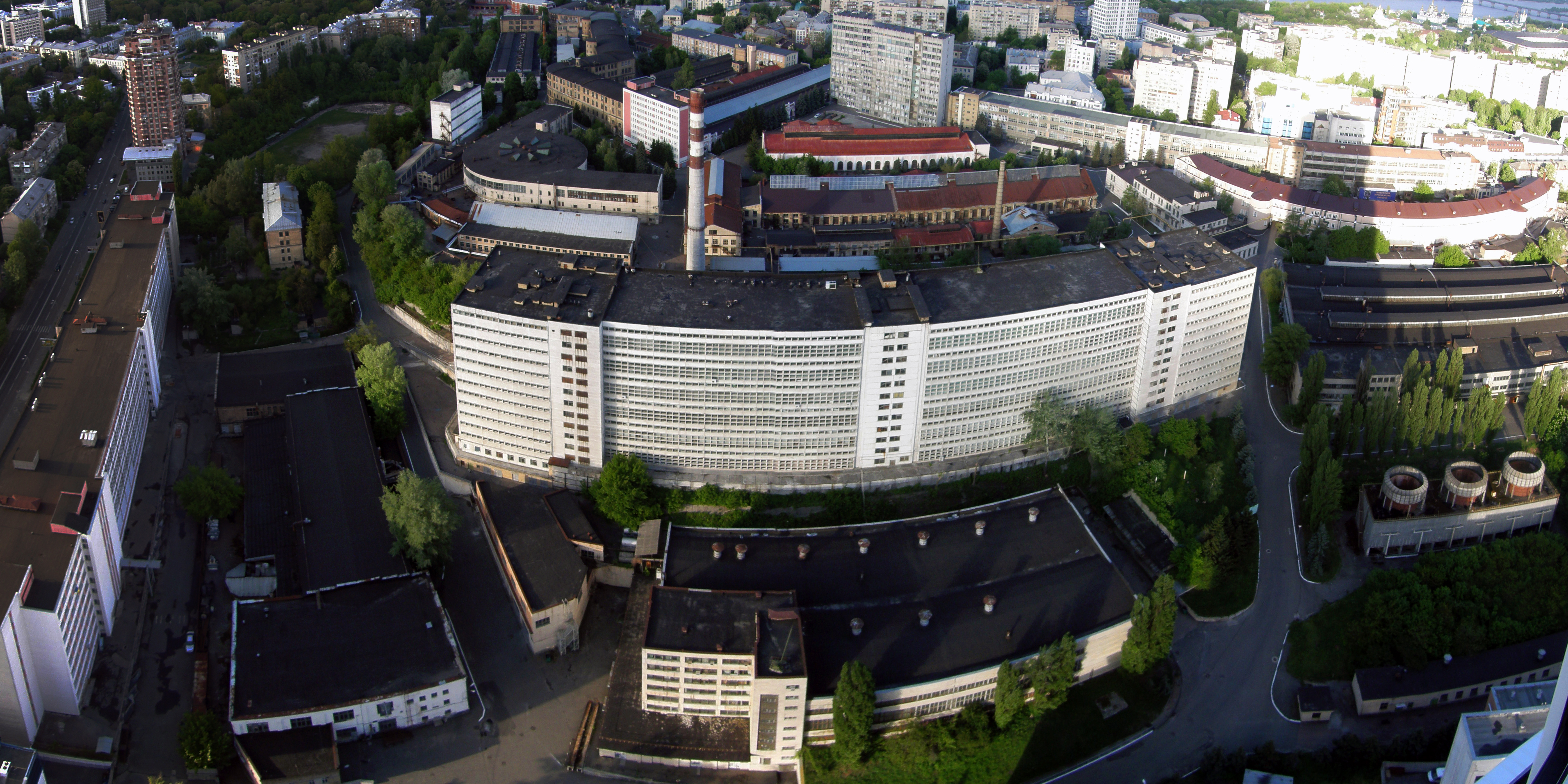
Завод «Арсенал» в наш час (панорама)

24 листопада 2009 року відбулося об'єднання двох підприємств — ДП завод «Арсенал» та Казенного підприємства «ЦКБ „Арсенал“» (проведено за розпорядженням Кабінету Міністрів України від 10.04.09 р. № 525-р).
Метою було поєднання науково-технічних і виробничих можливостей Центрального конструкторського бюро «Арсенал» та ДП заводу «Арсенал» для створення потужного сучасного підприємства приладобудування.
У результаті реорганізації створено нове підприємство — Казенне підприємство спеціального приладобудування «Арсенал» (скорочено КП СПБ «Арсенал»). Усі робітники ДП завод «Арсенал» (понад 2500 осіб) переведені на роботу до нового підприємства.

### Забудова та реновація
У 2001—2003 роках поруч зі стадіоном заводу було зведено 23-поверховий житловий будинок.
У 2003 на території заводу розпочалось будівництво житлового будинку за адресою Кловський узвіз, 7. Він будувався повільно та в процесі проєкт змінювався, на момент свого здання в експлуатацію у 2015 році він став найвищою будівлею міста Києва та усієї України. Його рекорд у 168 метрів і досі лишається непобитим.
Укрбуд купив один із цехів «Арсеналу» щоб реконструювати його у бізнес-центр Arsenal Plaza, але через зміну власника компанії у 2019 році й пов'язані з цим фінансові труднощі підготовчі роботи довелося припинити та перепродати цех. У грудні 2021 року розпочалося знесення цеху спецтехнікою.
З 2019 року компанія A-Development займається реновацією заводу перетворюючи його на сучасний коворкінг мережі бізнес-просторів «Creative States» — «Creative State of Arsenal», при цьому зберігаючі історичні будівлі, реновація відбувається чергами.

## Продукція заводу

###### Космос
Всі космічні старти колишнього СРСР і Росії забезпечувалися за використанням арсенальських оптико-електронних систем орієнтування. Гордістю «Арсеналу» є створений в 70-х роках комплекс імітаторів зовнішньої візуальної обстановки, які створюють повну ілюзію маневрування і керування космічним кораблем при наземному тренажі космонавтів. Імітаторами, виготовленими на заводі, укомплектовані моделюючі стенди та тренажери, в тому числі для станції «Мир» і космічного корабля «Буран».

###### Авіація
Авіаційні нашоломні системи ціленаведення (типу СУРА), що розроблені та виготовляються на заводі, використовуються на літаках МіГ-29 і Су-27 в комплексі зі створеними також на заводі «Арсенал» головками самонаведення для ракет «повітря-повітря», отримали високу оцінку спеціалістів багатьох країн і до нинішнього часу за основними параметрами перевищують показники світового рівня. У галузі цивільного приладобудування колектив арсенальців по праву пишається розробкою та серійним випуском унікальної за своїми характеристиками кутовимірювальної системи ГС-1Л, створеної з використанням оптико-електронної системи і лазерного гірометра власного виробництва. Висока точність гоніометричних вимірювань (гранична помилка не більше 0,5 кутової секунди) дозволяє використовувати цю установку як національний еталон кутів.

###### Фотоапарати «Київ»
В свій час були відомі та популярні 35-мм камери серії «Київ». Вироблялись також дзеркальні середньоформатні (з плівкою шириною 60мм) камери модульної конструкції із змінною касетою для плівки та фокальним затвором «Салют», «Салют-С», «Киев-88», розроблені за прототипом шведських камер Hasselblad 1000F та 1600F., та інші.
До всіх фотоапаратів вироблялась низка змінних об'єктивів з діапазоном фокусної відстані від 20 до 300 мм.

###### Світлофори
Арсенал" освоїв виробництво дорожніх світлофорів на світловипромінюючих діодах — надійних, енергоощадних пристроїв, що виключають виникнення сонячного відблиску — «фантома».

###### Медицина
Зокрема, у другій половині 90-х років створені і серійно випускаються оптико-електронні прилади для медицини, наприклад, телевізійний аналізатор крові АК-11 забезпечує експрес-діагностику по 11 гематологічним параметрам за 2-3 хвилини замість 30-40 хвилин за класичною методологією. При цьому помилка аналізу може бути до 1,5-3 %.

### Банківська техніка
Банківська техніка заводу: лічильники банкнот і монет.

###### Газові лічильники
Побутові та промислові лічильники газу роторного типу відрізняються малими габаритами, високою чутливістю, великим діапазоном вимірювань, підвищеною надійністю і технічним ресурсом.

## «Арсенал» та арсенальці в культурі

Меморіальна дошка на вулиці Гусовського

- В 1985 році в Києві на честь директора заводу у 1966—1983 роки Сергія Гусовського названо вулицю. У 2002 році на ній, на будинку № 1, встановлено анотаційну дошку, скульптор Борис Крилов.
- Завод і його робітники увічнені у фільмі «Киянка» 1958 року.

## Персоналії
- Назаренко Валентин Спиридонович — український інженер, заступник генерального директора заводу з 1974 по 1992.